# Ermanno II di Winzenburg
Ermanno II di Winzenburg, noto anche come Ermanno di Plesse (... – 29 gennaio 1152), fu conte di Winzenburg e langravio di Turingia dal 1122 al 1130.

## Biografia
Ermanno II del conte di Winzenburg Ermanno I e della sua seconda moglie Edvige di Assel-Woltingerode o Edvige di Carniola.
Nel 1122 morì il conte di Reinhausen Ermanno III, fratello di Matilda, la nonna paterna di Ermanno II. Il padre di Ermanno II, Ermanno I era il suo successore legale e così divenne conte di Reinhausen, di Leinegau e Vogt dell'abbazia di Reinhausen. 
Durante la travagliata elezione reale dei Romani del 1125, i Winzeburgi si schierarono con il partito svevo. Per questo motivo nel 1130 re dei Romani Lotario II mise al bando contro Ermanno I, che venne incarcerato. Così, Ermanno II si stabilì in Renania, probabilmente a Magonza, dove fu per molti anni un fedele sostenitore e vassallo dell'arcivescovo Adalberto. Per la fedeltà mostrata alla fazione sveva, attorno al 1130 venne nominato conte palatino di Sassonia in opposizione a Federico VI di Goseck, il quale era partigiano di Lotario di Supplimburgo.
Durante la crisi di successione del 1138, Ermanno II si schierò ancora una volta dalla parte del partito svevo, capeggiato da Corrado III di Svevia, opponendosi alla fazione dei Welfen e dei Northeim. Il suo legame con Corrado si strinse a tal punto che ne sposò la sorellastra, venendo così annoverato tra i principi imperiali e diventando un influente membro della corte, come raccontano i numerosi documenti reali in cui lui appare come testimone. Come ringraziamento, Ermanno II ricevette in feudo il castello di Plesseburg a Paderborn. In quello stesso anno morì il padre, Ermanno I, ed Ermanno II gli successe, ma non raggiunse mai lo stesso livello di prestigio.
Nel 1140 si riconciliò con i Northeim, che però si estinsero il 27 aprile 1144 con la morte del conte di Boyneburg Sigfrido IV e poco tempo dopo, il fratello minore di Ermanno, Enrico d'Assel, sposò la vedova di Sigfrido Richenza. Così, Ermanno II, che possedeva ingenti fondi, ereditò i castelli di Bomeneburg e Boyneburg e successivamente acquistò dagli altri eredi gran parte dell'eredità di Sigfrido, compreso il castello di Homburg. In seguito, il re di Germania Corrado III, al fine di rafforzare il rapporto con la corona, investì i due fratelli con alcuni grandi feudi imperiali insieme a diversi feudi di proprietà dell'arcidiocesi di Magonza e di altri principati vescovili, in passato tutti appartenuti a Sigfrido IV. I feudi di Magonza erano particolarmente importanti per loro, come dimostra il fatto che cedettero l'abbazia di Reinhausen, il monastero fondato dalla loro famiglia, e il monastero di san Biagio a Northeim all'arcidiocesi di Magonza. Dopo la sua sconfitta per l'ottenimento dell'eredità del conte di Stade Rodolfo II, Corrado III poté considerare un successo la divisione dell'eredità dei Boyneburg, poiché era riuscito rendere i conti di Winzenburg un valido contrappeso ai Welfen. Ermanno II entrò costantemente in conflitto con i principi vescovi di Halberstadt e con gli abati dell'abbazia di Corvey per un feudo che gli avevano negato. Fece pressioni sul vescovo di Hildesheim affinché gli fosse restituito il castello di Winzenburg. Così, il vescovo gli concesse l'investitura l'8 maggio 1150. Alla loro massima estensione, i suoi possedimenti andavano dal fiume Leine nell'Assia settentrionale fino all'Eichsfeld.
Il suo atteggiamento prevaricatorio gli inimicò i ministeriali della chiesa di Hildesheim. Nella notte del 29 gennaio 1152, due di loro irruppero nel castello di Winzenburg e uccisero Ermanno II e sua moglie incinta a colpi di spada. Uno degli assassini fu decapitato nel 1156, mentre l'altro, il conte di Bodenburg Enrico, fu sconfitto in un'ordalia e fu esiliato nel monastero di Neuwerk ad Halle.
Enrico il Leone, che discendeva dai conti di Northeim per parte di madre, conquistò il castello di Homburg. Il 13 ottobre 1152, durante una dieta tenuta a Würzburg, l'imperatore concesse anche a Enrico il Leone i possedimenti di Ermanno dal lato Reinhausen.

## Matrimoni e discendenza
Ermanno II si sposò due volte:
- Nel 1142 sposò Elisabetta d'Austria (1124-1143), una figlia minore del margravio d'Austria Leopoldo il Pio, della casa di Babenberg. La madre di Elisabetta era Agnese, figlia dell'imperatore Enrico IV e sorellastra di Corrado III;
- Nel 1148 sposò Liutgarda di Salzwedel († 1152), figlia del conte di Stade Rodolfo I, margravio della marca del Nord e vedova di Eric III di Danimarca. Liutgarda fu sposata anche con il conte palatino di Sassonia Federico VI, ma la loro unione era stata dichiarata nulla. Da Liutgarda ebbe:
  - una figlia (1149 – prima del 1204), che sposò:
    1. Enrico III di Schwarzburg († 26 luglio 1184);
    2. Ulrico I di Wettin († 28 settembre 1206).

  - una figlia (n. 1150), che sposò il duca dello Jutland meridionale Magnus Boris, pronipote del re Eric I di Danimarca;
  - Edvige (nata nel 1151), prevosta dell'abbazia di Gandersheim.

I diritti di eredità del suo presunto figlio Ottone e delle due figlie sono sconosciuti.